# Giuseppe Calderone
Giuseppe Calderone, soprannominato Pippo o anche Cannarozzu d'argento per via di una protesi che aveva in gola a causa di un tumore (Catania, 1º novembre 1925 – Catania, 8 settembre 1978), è stato un mafioso italiano, legato a Cosa Nostra e capo della Famiglia di Catania dagli anni '60 fino alla sua morte nel 1978.

## Biografia
Giuseppe Calderone era fratello maggiore di Antonino Calderone (futuro collaboratore di giustizia) e nipote di Antonino Saitta, che nel 1925 aveva fondato la prima Famiglia mafiosa a Catania ed era stato arrestato dal "prefetto di ferro" Cesare Mori.
Negli anni cinquanta Calderone venne affiliato in quella stessa Famiglia dall'altro zio Luigi Saitta, con cui si occupò del contrabbando di sigarette e presto divenne il suo vicecapo. Negli anni sessanta Calderone ereditò la Famiglia dallo zio e, insieme al fratello Antonino, ottenne la gestione di una stazione di servizio dell'Agip a Giarre, grazie ai suoi legami con l'onorevole Graziano Verzotto, con il quale fu testimone alle nozze di Giuseppe Di Cristina, capo della cosca di Riesi; inoltre Calderone veniva pagato dall'imprenditore Carmelo Costanzo per dare "protezione" alla sua impresa di costruzioni.
Nel 1970 Calderone partecipò ad alcuni incontri a Zurigo, Milano e Catania per discutere sulla ricostruzione della "Commissione" e sull'implicazione dei mafiosi siciliani nel Golpe Borghese; Calderone stesso andò a Roma insieme a Giuseppe Di Cristina per incontrare il principe Junio Valerio Borghese per ascoltare le sue proposte. Nel 1971 Calderone venne denunciato e arrestato dai Carabinieri e dalla questura di Palermo per associazione a delinquere e traffico di stupefacenti insieme ad altri 113 mafiosi, tra cui i boss Frank Coppola e Gaetano Badalamenti. Nello stesso periodo la Famiglia di Calderone entrò in conflitto con il clan dei "Cursoti" e i "Carcagnusi", bande criminali estranee a Cosa Nostra che le contendevano gli affari illeciti a Catania.
Nel 1975 Calderone propose la creazione di una "Commissione regionale", che venne chiamata la «Regione», un comitato di sei rappresentanti mafiosi di ogni provincia siciliana, escluse quelle di Messina, Siracusa e Ragusa, dove Cosa Nostra era assente; Calderone venne anche incaricato di dirigere la «Regione» e fece approvare dagli altri rappresentanti il divieto assoluto di compiere sequestri di persona in Sicilia per porre fine ai rapimenti a scopo di estorsione operati dallo schieramento dei Corleonesi, guidati dal boss Luciano Leggio.
Secondo i pentiti, Calderone è stato il padrino di battesimo di uno dei figli di Ciro Mazzarella, allora boss del potente clan Mazzarella della Camorra napoletana.

### Omicidio
Nel gennaio 1978, Calderone, insieme a Giuseppe di Cristina e Gaetano Badalamenti, incontrò Salvatore "Cicchiteddu" Greco, giunto segretamente dal Venezuela dove risiedeva per discutere dell'eliminazione di Francesco Madonia, capo della famiglia di Vallelunga Pratameno, in provincia di Caltanissetta, il quale era strettamente legato a Totò Riina, reggente della cosca di Corleone in sostituzione di Liggio; Greco però consigliò di rimandare ogni decisione a data successiva ma, ripartito per Caracas, vi morì per cause naturali, il 7 marzo 1978. In seguito alla morte di Greco, Madonia venne ucciso il 16 marzo da Giuseppe di Cristina e da Salvatore Pillera, inviato da Calderone: Riina usò l'omicidio di Madonia per mettere in minoranza Badalamenti, facendolo espellere dalla "Commissione", e poco tempo dopo fece uccidere anche Di Cristina.
A tradire Calderone furono invece due uomini a lui molto vicini, Nitto Santapaola, vicerappresentante della famiglia, e Salvatore Ferrera, rappresentante della provincia. Questi due fissarono un incontro per Calderone (rifugiatosi nel residence La Perla Jonica di Acireale, di proprietà dei fratelli Costanzo) ad Aci Castello per incontrarsi con Giuseppe "Piddu" Madonia (figlio di Francesco, assassinato il 16 marzo precedente) poiché alcuni suoi uomini (in particolare Luigi Ilardo e Giovanni Ghisena) erano stati visti nei pressi dell'abitazione di Calderone, e quest'ultimo ne esigeva spiegazioni. Rassicurati dal fatto che l'appuntamento fosse stato fissato da Santapaola e Ferrera, di cui si fidavano, Calderone e il suo autista Salvatore Lanzafame si avviarono per l'incontro disarmati, ma durante il tragitto furono raggiunti da numerosi colpi di pistola nei pressi di Aci Castello in cui sia Calderone che Lanzafame vennero gravemente feriti. Calderone morì in ospedale tre giorni dopo, mentre Lanzafame nonostante una ferita alla testa si riprese. Fu proprio il Lanzafame a ricostruire le dinamiche dell'agguato al fratello di Calderone, Antonino, successivamente diventato collaboratore di giustizia. In seguito si scoprì che tra i responsabili dell'agguato a Calderone vi erano Luigi Ilardo, uomo d'onore della famiglia di Vallelunga Pratameno e parente dei Madonia, ed Ignazio Ingrassia detto "Boia Cani", uomo d'onore della famiglia di Corso dei Mille molto legato a Michele Greco. Da questa componente si evince la collaborazione di più famiglie di diverse province, tutte legate ai Corleonesi, nell'eliminazione di Calderone. Come riferito dal pentito Ciro Vara, Nitto Santapaola si incontrò con Ilardo al rientro dall'omicidio, confermando la sua complicità nell'agguato. Tuttavia, non essendoci ai tempi prove del coinvolgimento di Santapaola, l'omicidio rimase per un po' di tempo avvolto nel mistero e non venne vendicato, e solo dopo la collaborazione di Antonino Calderone e di Ciro Vara furono rivelate le dinamiche dietro il delitto.
L'immediata conseguenza dell'omicidio Calderone fu una scissione all'interno della famiglia di Catania, con i Santapaola e i Ferrera da un lato, appoggiati dai corleonesi, e il gruppo facente capo ad Alfio Ferlito e a Salvatore Pillera dall'altro, molto legato alla mafia palermitana di Stefano Bontate e Salvatore Inzerillo.